# Le sedicenni
Pour plus de détails, voir Fiche technique et Distribution.
Le sedicenni (titre original : « Le sedicenni »), littéralement Les seize (ans) est un film italien réalisé en 1965 par Luigi Petrini

## Synopsis
À Rome les lycéens de troisième année vivent leurs premières aventures amoureuses. Stefania est attirée par un jeune commissaire de police qui l'a arrêtée lors d'une manifestation ; Dino  rencontre une jeune touriste norvégienne et promet de lui rendre visite en Norvège pendant les vacances d'été ; Moldini se vante d'être un grand séducteur.

## Fiche technique
- Titre : Le sedicenni
- Titre original : Le sedicenni
- Réalisation : Luigi Petrini
- Scénario : Franco Castellano,  Giuseppe Moccia
- Production : Trinacria Film
- Musique : Bruno Canfora
- Montage : Attilio Vincioni
- Dates de sortie :
  -  Italie 24 décembre 1965

- Autres titres connus
  -  16-Year-Olds (Titre International)
- Genre : Comédie
- Durée : 90 minutes
- Pays : Italie

## Distribution
- Laura Antonelli
- Franca Badeschi
- Lorenza Guerrieri
- Aldo Giuffré
- Bice Valori
- Lilly Bistrattin
- Rosalba Grottesi
- Anna Maria Checchi
- Dino
- Alberto Mandolesi
- Marina Marfoglia